# Albany (Califòrnia)
Albany és una ciutat dels Estats Units a l'estat de Califòrnia. Segons el cens del 2000 tenia 16.444 habitants.

## Demografia
Segons el cens del 2000, Albany tenia 16.444 habitants, 7.011 habitatges, i 4.269 famílies. La densitat de població era de 3.734,7 habitants/km².
Dels 7.011 habitatges en un 33,1% hi vivien nens de menys de 18 anys, en un 45% hi vivien parelles casades, en un 12,6% dones solteres, i en un 39,1% no eren unitats familiars. En el 29,2% dels habitatges hi vivien persones soles el 8,7% de les quals corresponia a persones de 65 anys o més que vivien soles. El nombre mitjà de persones vivint en cada habitatge era de 2,34 i el nombre mitjà de persones que vivien en cada família era de 2,92.
Per edats la població es repartia de la següent manera: un 22,9% tenia menys de 18 anys, un 7,1% entre 18 i 24, un 34,9% entre 25 i 44, un 24,1% de 45 a 60 i un 11,1% 65 anys o més.
L'edat mediana era de 36 anys. Per cada 100 dones de 18 o més anys hi havia 82,7 homes.
La renda mediana per habitatge era de 54.919 $ i la renda mediana per família de 64.269 $. Els homes tenien una renda mediana de 50.248 $ mentre que les dones 44.877 $. La renda per capita de la població era de 28.494 $. Entorn del 6,4% de les famílies i el 7,9% de la població estaven per davall del llindar de pobresa.

## Poblacions properes
El següent diagrama mostra les poblacions més properes.